# 2 februari
2 februari är den 33:e dagen på året i den gregorianska kalendern. Det återstår 332 dagar av året (333 under skottår).

## Återkommande bemärkelsedagar

### Helgdagar
- Kyndelsmässodagen (även kallad Marie kyrkogångsdag eller Jungfru Marie kyrkogångsdag i äldre almanackor), till minne av att Jungfru Maria 40 dagar efter jul bar fram Jesus i templet

### Flaggdagar
- Danmark: Militär flaggdag till minne av slaget vid Mysunde 1864

## Namnsdagar

### I den svenska almanackan
- Nuvarande – Kyndelsmässodagen
- Föregående i bokstavsordning
  - Kyndelsmässodagen – Denna benämning på dagens datum åsyftar den dag 40 dagar efter Jesu födelse (25 december) då hans mor Maria bar fram honom i templet. Kyndel är ett gammalt ord för brinnande ljus (jämför engelska candle), och här åsyftas att man tände många ljus denna dag. Just namnet Kyndelsmässodagen infördes 1901, då det ersatte den äldre benämningen Marie kyrkogångsdag.
  - Marie kyrkogångsdag – Detta är den äldre benämningen på Kyndelsmässodagen, som har funnits på dagens datum sedan medeltiden. 1901 ersattes det alltså av den modernare benämningen Kyndelsmässodagen.
  - Marja – Namnet infördes 1986 på 5 juli, men flyttades till dagens datum 1993 och utgick 2001.
  - Mia – Namnet infördes 1986 på 28 november, men flyttades till dagens datum 1993 och utgick 2001.
- Föregående i kronologisk ordning
  - Före 1901 – Marie kyrkogångsdag
  - 1901–1985 – Kyndelsmässodagen
  - 1986–1992 – Kyndelsmässodagen
  - 1993–2000 – Kyndelsmässodagen, Mia och Marja
  - Från 2001 – Kyndelsmässodagen
- Källor
  - Brylla, Eva (red.): Namnlängdsboken, Norstedts ordbok, Stockholm, 2000. ISBN 91-7227-204-X
  - af Klintberg, Bengt: Namnen i almanackan, Norstedts ordbok, Stockholm, 2001. ISBN 91-7227-292-9

### Finlandssvenska almanackan
- Nuvarande från 1929[1] – Disa
- I föregående revideringar[a][2]
  - inga ändringar sedan 1929

## Händelser
- 962 – Otto I blir tysk-romersk kejsare och kröns samma dag av påven Johannes XII. Otto blir därmed den förste att göra anspråk på titeln ”romersk kejsare” sedan kejsar Berengars död 924. Dagen därpå undertecknar kejsaren och påven gemensamt dokumentet Diploma Ottonianum, som reglerar förhållandet mellan påve- och kejsarmakten.
- 1119 – Sedan Gelasius II har avlidit den 29 januari väljs Guy av Vienne till påve och tar namnet Calixtus II (denna eller föregående dag).[3]
- 1250 – Den svenske kungen Erik Eriksson avlider, men eftersom han och hans hustru Katarina inte har några barn finns det ingen självklar tronarvinge. Istället utvecklas situationen till något av en maktkamp om tronen, främst mellan den tioårige Valdemar Birgersson, som är son till kungens syster Ingeborg och jarlen Birger Magnusson, och Filip Knutsson, som är son till den förre kungen Knut Långe (som ett tag erövrade kronan från kung Erik). Senare under februari segrar Valdemars sida i kampen och han väljs till kung, med fadern Birger som förmyndare.
- 1388 – Drottning Margareta väljs till norsk regent efter att hennes son Olof, som var kung av både Danmark och Norge, har avlidit året innan. Svenska stormän hyllar henne även som svensk regent och därmed har upproret mot den sittande svenske kungen Albrekt av Mecklenburg utbrutit. Margareta börjar med att belägra borgen Axevalla hus.
- 1536 – Spanjorerna grundar en stad på den sydamerikanska floden Río de la Platas södra strand, där den mynnar i Atlanten. De ger den namnet Nuestra Señora Santa María del Buen Aire (Vår Fru den heliga Maria av den goda brisen), vilket sedermera förkortas till Buenos Aires. 1541 överges staden, men grundas på nytt 1580 och från och med 1880 blir den huvudstad i republiken Argentina.
- 1709 – Den skotske matrosen Alexander Selkirk blir räddad från den öde ö bland Juan Fernández-öarna, där han har varit skeppsbruten sedan 1704. När han återvänder till Storbritannien inspireras författaren Daniel Defoe av hans historia till att skriva romanen Robinson Kruse. Ön som Selkirk levde på i över fyra år heter idag Robinson Crusoe-ön, medan en mindre ö, väster om denna, heter Alexander Selkirk-ön.
- 1789 – Riksdagen 1789 inleds i Stockholm som leder till införandet av Förenings- och säkerhetsakten.
- 1831 – Sedan Pius VIII har avlidit året innan väljs Bartolommeo Alberto Cappellari till påve och tar namnet Gregorius XVI.
- 1914 – Den brittiske skådespelaren Charlie Chaplin gör filmdebut, då hans första film Making a Living börjar visas i USA. Detta är dock inte den första film med Chaplin, som har producerats, utan det är Kids Auto Races at Venice, som dock inte har premiär förrän den 7 februari. Venice-filmen är också den första, där Chaplin spelar ”Luffaren” (”The Tramp”), som sedermera blir hans paradroll.
- 1933 – De båda systrarna Christine och Léa Papin, som arbetar som hembiträden i Le Mans i nordvästra Frankrike, mördar sin arbetsgivares fru och dotter. Christine, som är den dominerande i förhållandet, döms till döden, men får straffet omvandlat till livstids fängelse, medan Léa döms till tio års fängelse. Christine avlider i fängelset 1937, medan Léa frisläpps 1941 och avlider först 1982.
- 1940 – Den amerikanske sångaren Frank Sinatra blir medlem i Tommy Dorseys orkester och gör därmed scendebut. Sinatras karriär kommer sedan att innefatta både teater- och filmroller samt sångframträdanden nästan ända fram till hans död 1998.
- 1943 – De tyska trupper, som har kämpat mot de sovjetiska i slaget vid Stalingrad sedan 17 juli året innan, kapitulerar under generalfältmarskalk Friedrich Paulus ledning inför den sovjetiska övermakten, tvärtemot Hitlers order om att kämpa till sista man. Slaget blir den definitiva vändpunkten på östfronten och från och med nu fram till krigsslutet 1945 drivs tyskarna sakta men säkert tillbaka till Berlin.
- 1948 – Den svenske författaren och översättaren Åke Holmberg publicerar den första boken om privatdetektiven Ture Sventon, vilken har titeln Ture Sventon, privatdetektiv. Fram till 1973 utger Holmberg totalt nio böcker om detektiven Sventon.
- 1959 – Olyckan vid Djatlovpasset, där nio sovjetiska skidåkare omkommer under oklara omständigheter, inträffar.
- 1971 – Ramsarkonventionen antas.
- 1987 – Det svenska Centerpartiets ledare Karin Söder avgår på grund av sjukdom. Hon blev partiledare 1985 och var då partiets och även Sveriges första kvinnliga partiledare. Den 21 februari efterträds hon av Olof Johansson.
- 1989 – Ett provflygplan av typen Saab 39 Gripen havererar i samband med landning på Saabs flygfält i Linköping. Orsaken är att piloten Lars Rådeström och det datoriserade styrsystemet kommer i otakt med varandra (så kallad ”pilot induced oscillation”; PIO), vilket resulterar i så kraftiga roderutslag att flygplanet rollar till vänster och slår i marken (Rådeström klarar sig oskadd).
- 1990 – Den sydafrikanske presidenten F.W. de Klerk meddelar i ett tal i landets parlament att de färgades parti African National Congress (ANC) ska legaliseras och att dess ledare Nelson Mandela ska friges efter att ha suttit i fängelse sedan 1962 (bland annat på ön Robben Island). Mandela friges den 11 februari och 1994 väljs han till Sydafrikas förste svarte president.
- 2002 – Uppsala teknolog- och naturvetarkår bildas 2 februari vid Uppsala universitet.

## Födda
- 137 – Didius Julianus, romersk kejsare
- 1455 – Hans, kung av Danmark, av Norge och av Sverige
- 1595 – Jacob van Campen, nederländsk arkitekt och konstnär
- 1616 – Sébastien Bourdon, fransk barockmålare
- 1621 – Johannes Schefferus, svensk professor, språkforskare och lärdomshistoriker, skytteansk professor vid Uppsala universitet
- 1632 – Jöran Gyllenstierna, svensk greve och riksråd
- 1649 – Benedictus XIII, påve
- 1650 – Nell Gwynne, engelsk skådespelare
- 1711 – Wenzel Anton Kaunitz, österrikisk statsman
- 1724 – Carl Wilhelm von Düben, svenskt riksråd, Sveriges kanslipresident
- 1731 – Fredrik Sparre, svensk greve och ämbetsman, Sveriges rikskansler
- 1754 – Charles Maurice de Talleyrand, fransk diplomat, politiker och biskop, hertig av Benevento
- 1765 – Ray Greene, amerikansk politiker, senator för Rhode Island
- 1807 – Alexandre Auguste Ledru-Rollin, fransk politiker
- 1829 – Alfred Brehm, tysk zoolog och författare
- 1841 – Thor Ekenman, svensk militär och riksdagsman
- 1843 – Knute Nelson, norsk-amerikansk politiker
- 1849 – Martin Huss, svensk godsägare och riksdagsman
- 1854 – August Bondeson, svensk läkare och författare
- 1856 – Robert Latham Owen, amerikansk demokratisk politiker, senator för Oklahoma
- 1860 – Bror Olsson, svensk skådespelare och teaterledare
- 1861 – Solomon Robert Guggenheim, amerikansk konstsamlare och filantrop
- 1869 – Smith W. Brookhart, amerikansk politiker, senator för Iowa
- 1870 – Julia Svedelius, svensk författare
- 1871 – Olga Preobrazjenskaja, rysk ballerina
- 1873 – Konstantin von Neurath, tysk politiker, Tysklands utrikesminister
- 1875 – Fritz Kreisler, österrikisk violinist och kompositör
- 1882
  - James Joyce, irländsk författare
  - Andreas, grekisk prins av dansk härkomst
- 1889
  - William Lee Knous, amerikansk demokratisk politiker och jurist, guvernör i Colorado
  - Jean de Lattre de Tassigny, fransk fältmarskalk
- 1891
  - Antonio Segni, italiensk kristdemokratisk politiker, Italiens premiärminister samt president
  - Harald Wehlnor, svensk skådespelare
- 1895 – Friedrich Jeckeln, tysk nazistisk politiker och SS-Obergruppenführer
- 1901 – Jascha Heifetz, litauiskfödd amerikansk violinist
- 1903 – Eugen Kogon, tysk författare och sociolog
- 1904 – Helen Rose, amerikansk kostymör
- 1905 – Ayn Rand, rysk-amerikansk filosof och författare
- 1915 – Abba Eban, israelisk diplomat och politiker
- 1917 – Eric Holmqvist, svensk socialdemokratisk politiker, statsråd
- 1926 – Valéry Giscard d’Estaing, fransk politiker, Frankrikes president (död 2020)
- 1927
  - Stan Getz, amerikansk jazzsaxofonist
  - Jurij Grigorovitj, rysk dansör och koreograf
- 1931
  - Walter Burkert, schweizisk professor, forskare i grekisk religion och kult
  - Dries van Agt, nederländsk politiker (död 2024)
- 1934 – Bosse Larsson, svensk TV-programledare
- 1937 – Krister Hagéus, svensk filmproducent och produktionsledare (död 2004)
- 1942 – Graham Nash, brittisk popmusiker
- 1943 – Per Gahrton, svensk politiker, grundare av Miljöpartiet (död 2023)
- 1944
  - Lorentz Hedman, svensk journalist och chefredaktör
  - Geoffrey Hughes, brittisk skådespelare
- 1947 – Farrah Fawcett, amerikansk skådespelare och fotomodell
- 1949 – Brent Spiner, amerikansk skådespelare
- 1951 – Ingrid Tobiasson, svensk operasångare
- 1954 – Christie Brinkley, amerikansk fotomodell
- 1955 – Leszek Engelking, polsk författare, poet och översättare (död 2022)
- 1967 – Artūrs Irbe, lettisk ishockeymålvakt
- 1969
  - John Spence, amerikansk sångare
  - Dana International, israelisk sångerska
- 1973 – Ike Ibeabuchi, nigeriansk boxare
- 1975 – Todd Bertuzzi, kanadensisk ishockeyspelare
- 1977
  - Martin Boquist, svensk handbollsspelare
  - Shakira Ripoll, colombiansk kompositör och sångare med artistnamnet Shakira
- 1980 – Gucci Mane, amerikansk rappare
- 1983
  - Carolina Klüft, svensk friidrottare, OS-guld, världsmästare, europamästare, bragdmedaljör
  - Christian Klien, österrikisk racerförare
- 1987 – Gerard Piqué, spansk fotbollsspelare i FC Barcelona
- 1999 – Lirim Kastrati, albansk fotbollsspelare i AS Roma

## Avlidna
- 1250 – Erik Eriksson, 33, kung av Sverige 1222–1229 och sedan 1234
- 1461 – Owen Tudor, omkring 60, walesisk adelsman (avrättad)
- 1529 – Baldassare Castiglione, 50, italiensk diplomat och författare
- 1594 – Giovanni Pierluigi da Palestrina, 67 eller 68, italiensk tonsättare
- 1660 – Govert Flinck, 45, nederländsk konstnär
- 1769 – Clemens XIII, 75, påve sedan 1758
- 1806 – Daniel Rogers, 52, amerikansk politiker, guvernör i Delaware 1797–1799
- 1899 – Halfdan Egedius, 21, norsk konstnär
- 1900 – Anton Niklas Sundberg, 81, svensk präst och politiker, ärkebiskop i Uppsala stift sedan 1870, talman i både första och andra kammaren, ledamot av Svenska Akademien sedan 1874
- 1907 – Dmitrij Mendelejev, 72, rysk kemist
- 1913
  - Gustaf de Laval, 67, svensk ingenjör, uppfinnare och industriman, grundare av industriföretaget AB Separator (nuvarande Alfa Laval)
  - Hans Hildebrand, 70, svensk arkeolog och riksantikvarie, ledamot av Svenska Akademien sedan 1895
- 1916 – Adolf Ahlsell, 71, svensk ingenjör
- 1918 – John L. Sullivan, 59, amerikansk pugilist, världsmästare i professionell tungviktsboxning
- 1934 – James Hartness, 72, amerikansk republikansk politiker och uppfinnare, guvernör i Vermont 1921–1923
- 1942 – Daniil Charms, 36, rysk författare och poet
- 1945 – Carl Friedrich Goerdeler, 60, tysk politiker, en av de ledande männen bakom 20 juli-attentatet mot Adolf Hitler (avrättad)
- 1947 – Tottan Skantze, 54, svensk skådespelare
- 1956 – Axel Frische, 78, dansk teaterledare, dramatiker och författare
- 1969 – Boris Karloff, 81, brittisk skådespelare, mest känd i rollen som Frankensteins monster
- 1970 – Bertrand Russell, 97, brittisk filosof, matematiker, historiker och författare, mottagare av Nobelpriset i litteratur 1950
- 1971 – Axel Janse, 83, svensk skådespelare och inspicient
- 1974 – Imre Lakatos, 51, ungersk filosof
- 1979 – John Simon Richie, 21, brittisk musiker med artistnamnet Sid Vicious, sångare i punkgruppen Sex Pistols
- 1980 – William Stein, 68, amerikansk biokemist, mottagare av Nobelpriset i kemi 1972
- 1983 – Helge Härneman, 83, svensk radioreporter och revyförfattare
- 1987 – Alistair MacLean, 64, brittisk författare
- 1988 – G. Mennen Williams, 76, amerikansk demokratisk politiker, guvernör i Michigan 1949–1961
- 1995 – Donald Pleasence, 75, brittisk skådespelare
- 1996 – Gene Kelly, 83, amerikansk dansare, skådespelare och koreograf
- 2003 – Mille Schmidt, 80, svensk skådespelare revyartist och regissör
- 2004
  - Alan Bullock, 89, brittisk historiker
  - Siri Olson, 90, svensk skådespelare, sångare och dansös
- 2005 – Max Schmeling, 99, tysk boxare, världsmästare i tungviktsboxning 1930–1932
- 2008
  - Earl Butz, 98, amerikansk republikansk politiker
  - Joshua Lederberg, 82, amerikansk molekylärbiolog och genetiker, mottagare av Nobelpriset i fysiologi eller medicin 1958
- 2012
  - Dorothy Gilman, 88, amerikansk författare
  - Leif Sjöström, 54, finländsk serietecknare och journalist
  - Gheorghe Huțanu, rumänsk ishockeyspelare
- 2013
  - Sten Mattsson, 84, svensk skådespelare
  - Chris Kyle, 38, amerikansk soldat och prickskytt
- 2014
  - Gerd Albrecht, 78, tysk dirigent
  - Philip Seymour Hoffman, 46, amerikansk skådespelare
- 2015
  - Tom Olsson, 85, svensk skådespelare och teaterregissör
  - Calle Palmér, 85, svensk fotbollsspelare, VM-brons 1950
  - Henryk Szczepański, 81, polsk fotbollsspelare
- 2024 – Don Murray, 94, amerikansk skådespelare